# هوراس سبيد
هوراس سبيد (بالإنجليزية: Horace Speed)‏ هو محامي أمريكي، ولد في 25 يناير 1852، وتوفي في 28 ديسمبر 1924.